# Ши цзи
Ши цзи (кит. трад. 史記, упр. 史记, пиньинь shǐ-jì) — «Исторические записки»: труд историографа империи Хань Сыма Цяня. В китайской культуре играет роль примерно сопоставимую с той, которую сыграла «История» Геродота для западного мира.
Созданные между 109 и 91 гг до н. э., Ши-цзи охватывают период от мифического Жёлтого Императора и до империи Западная Хань включительно. Среди источников, которыми пользовался Сыма Цянь, была энциклопедия Ши бэнь.

## Структура
В 130 главах, составляющих Ши-цзи, выделяют пять разделов:
1. Бэньцзи (кит. трад. 本紀, упр. 本纪, пиньинь běn-jì), 12 глав: биографии всех китайских правителей, включая Цинь Шихуанди, монархов легендарной «династии Ся», исторических государств Шан и Чжоу, а также четырёх императоров и вдовствующей императрицы империи Западная Хань, современной Сыма Цяню.
2. Бяо (кит. 表, пиньинь biǎo), 10 глав: хронологические таблицы.
3. Ши-цзя (кит. 世家, пиньинь shì-jiā), 30 глав: биографии аристократов и чиновников, большей частью относящихся к периоду Вёсен и Осеней, а также Сражающихся Царств. По идеологическим соображениям сюда же была включена биография Конфуция.
4. Ле-чжуань (кит. трад. 列傳, упр. 列传, пиньинь liè-zhuàn), 70 глав: биографии выдающихся личностей, включая Лао-цзы, Мо-цзы, Сюнь-цзы, Цзин Кэ и др.
5. Шу (кит. трад. 書, упр. 书, пиньинь shū), 8 глав: трактаты о церемониях, музыке, календарях, поверьях, экономике и др. актуальных темах того времени.

## Классические комментарии
Изучением и комментированием «Ши цзи» занимались такие китайские книжники как Сюй Гуан (352—425, труд сохранился в цитатах), Пэй Инь (V в.), Чжан Шоуцзе (кон.VII-нач.VIII в.).

## Переводы
Переводом «Ши цзи» на русский язык занимался с 1958 до самой своей смерти в 1995 г. Р. В. Вяткин, он был окончен под редакцией и с участием его сына А. Р. Вяткина в 2010 г. В 1972—2010 гг. в академической книжной серии «Памятники письменности Востока» было опубликовано 9 томов перевода и исследований текста. Это первый полный перевод памятника на какой-либо из европейских языков.
- XXXII,1. Сыма Цянь. Исторические записки (Ши цзи). Т. I. Перевод с китайского и комментарий Р. В. Вяткина и В. С. Таскина, под общей редакцией Р. В. Вяткина. Вступительная статья М., В. Крюкова. М., 1972. 440 с. Изд. 2-е, исправленное и дополненное, 2001. 415 с.
- XXXII,2. Сыма Цянь. Исторические записки (Ши цзи). Т. II. Перевод с китайского и комментарий Р. В. Вяткина и В. С. Таскина. М., 1975. 580 с. изд. 2-е, исправленное и дополненное, 2003. 567 с.
- XXXII,3. Сыма Цянь. Исторические записки (Ши цзи). Т. III. Пер. с китайского, предисл. и коммент. Р. В. Вяткина. М., 1983. 944 с.
- XXXII,4. Сыма Цянь. Исторические записки (Ши цзи). Т. IV. Пер. с китайского, предисл. и коммент. Р. В. Вяткина. М., 1986. 454 с.
- XXXII,5. Сыма Цянь. Исторические записки (Ши цзи). Т. V. Пер. с китайского, предисл. и коммент. Р. В. Вяткина. М., 1987. 465 с.
- XXXII,6. Сыма Цянь. Исторические записки (Ши цзи). Т. VI. Пер. с китайского, предисл. и коммент. Р. В. Вяткина. М., 1992. 483 с.
- XXXII,7. Сыма Цянь. Исторические записки (Ши цзи). Т. VII. Пер. с китайского Р. В. Вяткина. Коммент. Р. В. Вяткина и А. Р. Вяткина. Предисл. Р. В. Вяткина. М., 1996. 464 с.
- XXXII,8. Сыма Цянь. Исторические записки (Ши цзи). Т. VIII. Пер. с китайского Р. В. Вяткина и А. М. Карапетьянца, коммент. Р. В. Вяткина, А. Р. Вяткина и А. М. Карапетьянца, вступит. статья Р. В. Вяткина. М., 2002. 510 с.
- XXXII,9. Сыма Цянь. Исторические записки (Ши цзи). Т. IX. Перевод с китайского, комментарий под редакцией А. Р. Вяткина. Вступительная статья А. Р. Вяткина. М., 2010. 624 с.